# Siolmatra
Siolmatra là một chi thực vật có hoa trong họ Cucurbitaceae, được Henri Ernest Baillon thiết lập năm 1885.

## Các loài
Chi Siolmatra gồm 2 loài bản địa nhiệt đới Nam Mỹ:
- Siolmatra brasiliensis (Cogn.) Baill., 1885: Tây bắc Argentina, Bolivia, Brasil, Paraguay, Peru.
- Siolmatra pentaphylla Harms, 1926: Bolivia, miền bắc Brasil, Ecuador, Guyana, Peru.